# 45-й полк оперативного призначення НГ (Україна)
45-й полк оперативного призначення імені Олександра Красіцького (45 ПОП, в/ч 4114) — військове формування у складі Національної гвардії України чисельністю у полк. Дислокується в м. Львів. Входить в склад Західного оперативно-територіального об'єднання НГУ.
Полк носить ім'я Олександра Красіцького — коменданта польової жандармерії УГА.

## Історія
В 1992 році було сформовано 14-й полк НГУ (в/ч 4114), що був однією з перших військових частин 5-ї Західної дивізії. Формування відбулось на базі 10-го оперативного Римнівського полку (в/ч 3238) ВВ МВС СРСР. 
В 1998 році розгорнутий в 14-ту бригаду НГУ. 
В січні 2000 року передано до складу ВВ МВС України та переформовано на 45-й полк оперативного призначення.
Частина в повному складі виїжджала для забезпечення громадського порядку в Київ під час виборів Президента України 2004-2005 року.
У 2007 році особовий склад частини охороняв громадський порядок під час техногенної аварії на залізниці в селі Ожидів Львівської області.

### Російсько-українська війна
В 2014 році полк увійшов до складу наново створеної Національної гвардії України. Указом президента 16 грудня 2014 року назва полку була уточнена.
Після початку боїв на Донбасі бійці полку здійснювали охорону військових містечок несли службу у режимних зонах, на блокпостах у Слов'янську, Попасній, Дебальцевому, брали участь у зачистках населених пунктів Новодружеськ, Кримське, Торецьк, Первомайськ. За цей період військовослужбовці полку пройшли три ротації у зоні проведення антитерористичної операції. Військовослужбовцям доводилося виконувати бойові завдання спільно з добровольцями батальйонів «Азов», «Дніпро», «Донбас», «Львів», «Миротворець», офіцерами та солдатами військових частин 3005, 3007, 3008, 3066, 3028.
29 серпня 2019 року 60 військовослужбовців були залучені до розшуку потерпілих та охорони місця обвалу чотириповерхового будинку в Дрогобичі.
Повномасшатбне російське вторгнення військовослужбовці полку зустріли на сході України. Підрозділи полку виконували бойові завдання у Запорізькій області.

## Структура
- управління (в т.ч. штаб)
- 1-й патрульний батальйон:
  - 1, 2 , 3 патрульна рота
- автомобільна рота.
- рота бойового та матеріального забезпечення
- 2-й патрульний батальйон:
  - 1, 2, 3 патрульна рота
  - кінологічна група
- автомобільна рота[6]
- навчальний батальйон[7][8][9]

## Командування
2 січня 1992 року відповідно до Закону України «Про Національну гвардію України», Указу Президії Верховної Ради України від 30 серпня 1991 року № 1465-ХІІ, розпоряджень Голови Верховної Ради України від 18 листопада 1991 року № 1848-ХІІ, від 29 листопада 1991 року № 1900-ХІІ 10-й оперативний Римнікський полк ВВ МВС СРСР в повному складі з технікою та озброєнням був переданий в розпорядження Командувача Національною гвардією України. Командиром полку призначений
- полковник Турчак В.А.
- полковник Садовський М.С.
- полковник Нечепорук Л.В.
- полковник Вальків О.І.
- полковник Рощин В.О.
- полковник Гаріпов І.Х.
- полковник Рощин В.О.
- полковник Антонець В.В.
- полковник Смолов В.Ф.
- полковник Малюков О.О.
- полковник Смолов В.Ф.
- полковник Логуш С.В.
- полковник Палагута О.О.
- полковник Богачук В.В.

## Традиції
Днем частини вважається 2 січня.
12 травня 2014 року військовій частині було вручено Бойовий Прапор та нагороджено Грамотою Президента України.
В березні 2019 року полк був названий на честь підполковника Олександра Красіцького, учасника Українських визвольних змагань початку XX ст., коменданта польової жандармерії у складі УГА.